# Bad Hersfeld
Bad Hersfeld er en by i den nordøstlige del af den tyske delstat Hessen. Den har omkring 30.000 indbyggere.
Byen er bl.a. kendt for sine årlige festspil, som arrangeres i stiftsruinen i byen. Stiftsruinen er den største romanske kirkeruin i Europa.

## Historie
Bad Hersfelds muntlig og skriftlig overleverede historie begynder med munken Sturmius, som i år 736 oprettede en munkebosættelse i Haerulfisfelt, og i 769 sammen med Lullus grundlagde benediktinerklosteret Hersfeld samme sted. Begge var elever af missionsbiskoppen Bonifatius. Bosætningen på stedet er imidlertid betydelig ældre, og der er fund efter bosættelse fra den yngre stenalder omkring år 2000 f.Kr., en grav fra bronzealderen omkring 1200 f.Kr. og fund fra La-Tène-tiden omkring 400 f.Kr.
Hersfeld blev i 1142 nævnt som marked og i 1170 som by. I denne tid havde det daværende abbedi Hersfeld også sin største landspolitiske betydning. I de følgende århundreder, efter det såkaldte interregnum, kunne abbederne ikke længere støtte sig på kejserne, og fra 1378 fik landgrevskabet Hessen indflydelse over byen. Under bondekrigen i 1525 faldt store dele af byen og abbediet til Hessen. 1606 døde den sidste abbed og ved freden i Westfalen i 1648 blev det fyrstelige rigsabbedi Hersfeld lovet til landgrevskabet Hessen-Kassel som verdslig fyrstedømme.
Store dele af byen Hersfeld blev ødelagt af brand i 1439. Det ældste bindingsværkshus i byen stammer derfor fra 1452. Abbed Ludwig V (1571-1588) gennemførte en større udbyggelser af byen , da han byggede en række bygninger i renæssancestil. Disse kan fremdeles ses i hele den gamle del af byen, f.eks. det tidligere møntprægeværk og Schloss Eichhof.
I 1761, under syvårskrigen, brændte stiftskirken og klosteret ned, mens byen i 1807 undgik at blive fuldstændig lagt i grus af Napoleons invasionshær.
Hersfeld blev kreisby i Kurhessen i 1821, og blev tilsluttet jernbanenettet i 1866 og motorvejnettet i 1938.